# Isidora Vučković
Isidora Vučković (serbisch-kyrillisch Исидора Вучковић, * 9. Mai 1999 in Prokuplje) ist eine serbische Fußballspielerin.

## Karriere

### Vereine
Vučković spielte bereits im Alter von 17 Jahren im Seniorinnenbereich und bis ins Jahr 2022 für den in Niš ansässigen ŽFK Mašinac Niš in der Superliga Srbije u fudbalu za žene, der höchsten Spielklasse im serbischen Frauenfußball. Von 2022 bis 2024 spielte sie für den Ligakonkurrenten FK Spartak Subotica, mit dem sie am Ende ihrer Premierensaison die Meisterschaft und den nationalen Vereinspokal gewann. In der Folgesaison bestritt sie elf von 14 Punktspielen der regulären Saison und fünf von sechs in der anschließenden Meisterrunde, in denen ihr fünf Tore gelangen.
Nach Russland gelangt, spielt sie seit 2025 für die in der Hauptstadt ansässige Frauenfußballmannschaft des FK Dynamo Moskau, mit der sie am 17. Januar einen zwei Jahre währenden Vertrag unterzeichnet hat.

### Nationalmannschaft
Vučković bestritt für die U17-Nationalmannschaft zwölf Länderspiele; davon neun EM-Qualifikationsspiele. Drei bestritt sie in der 2. Qualifikationsrunde (17. – 22. Oktober 2014), drei in der 1. Qualifikationsrunde (11. – 16. April 2015) und nochmals drei in der 1. Qualifikationsrunde (25. – 29. März 2016). Ihr Debüt als Nationalspielerin gab sie am 17. Oktober 2014 in Subotica beim 1:1-Unentschieden gegen die U17-Nationalmannschaft Rumäniens mit Einwechslung für Aleksandra Marković ab der 55. Minute. Mit der gelungenen Qualifikation für die Teilnahme an der vom 4. bis 16. Mai 2016 in Belarus ausgetragenen Europameisterschaft wurde sie in allen drei Spielen der Gruppe A eingesetzt; als Gruppendritter war das Turnier ihrer Mannschaft vorzeitig beendet – für sie bereits in der 62. Minute im dritten Spiel, da sie nach nur sieben Minuten nach ihrer Einwechslung für Sara Savanović mit der Roten Karte des Spielfeldes verwiesen worden war.
Für die U19-Nationalmannschaft bestritt sie ebenfalls zwölf Länderspiele, alle im Rahmen der EM-Qualifikationen. Ihr Debüt in dieser Altersklasse erfolgte am 20. September 2015 im Király Sportcenter von Szombathely bei der 1:6-Niederlage gegen die U19-Nationalmannschaft Deutschlands mit dem letzten Spiel der Gruppe 5 der 1. Qualifikationsrunde für die vom 19. bis zum 31. Juli 2016 in der Slowakei vorgesehenen und altersbezogenen Europameisterschaft. Fünf und sechs weitere bestritt sie vom 14. September 2016 bis zum 10. April 2017 und vom 12. September 2017 bis zum 8. April 2018.
Für die A-Nationalmannschaft bestritt sie u. a. die beiden Spiele der Gruppe B im Turnier um den Istrien-Cup 2019 und auch das Finale am 4. März in Zagreb, wo sie mit ihrer Mannschaft der Nationalmannschaft Sloweniens mit 0:2 unterlegen war.
Sie gehörte am 6. November 2019 der A-Nationalmannschaft an, die das in Bordeaux gegen die Nationalmannschaft Frankreichs ausgetragene dritte Spiel der EM-Qualifikationsgruppe G mit 0:6 verlor; in diesem Spiel wurde sie jedoch nicht eingesetzt, wie auch am 20. Februar 2021 beim 1:1-Unentschieden im Freundschaftsspiel gegen die Nationalmannschaft der Ukraine. Erst am 7. April 2023 wurde sie im Freundschaftsspiel gegen die Nationalmannschaft Bosnien-Herzegowinas berücksichtigt; das im Sportski centar FSS in Stara Pazova ausgetragene Spiel endete mit dem 6:0-Sieg. Auch im drei Tage später an selber Stätte ausgetragenen Freundschaftsspiel gegen die Nationalmannschaft Südafrikas, das mit 3:2 gewonnen wurde, kam sie zum Einsatz. Im neugeschaffenen Wettbewerb der Nations-League 2023/24 gehörte sie der Mannschaft an, wurde in den sechs Spielen der Gruppe B3 einzig am 5. Dezember 2023 bei der 0:1-Niederlage gegen die Nationalmannschaft der Ukraine in Stara Pazova eingesetzt. Zuletzt gehörte sie zum Kader der Mannschaft, die am 5. und am 9. April 2024 die ersten beiden Spiele der EM-Qualifikationsgruppe B2 gegen die Nationalmannschaften Schottlands und Israels bestritt und mit 0:0 und 4:2 beendete; zum Einsatz kam sie jedoch nicht.

## Erfolge
Nationalmannschaft
- Istrien-Cup-Finalist 2019

FK Spartak Subotica
- Serbischer Meister 2023
- Serbischer Pokal-Sieger 2023

ŽFK Mašinac Niš
- Dritter Serbische Meisterschaft 2022